# Euro (destroyer, 1927)
Pour les articles homonymes, voir Euro (homonymie) et Euro (destroyer).
Le Euro (fanion « ER ») était un destroyer italien de la classe Turbine lancé en 1927 pour la Marine royale italienne (en italien : Regia Marina).

## Conception et description
Les destroyers de la classe Turbine étaient des versions agrandies et améliorées de la classe Sauro. Afin d'améliorer leur vitesse, ils ont été allongés et dotés de machines de propulsion plus puissantes que les navires précédents. Ils disposaient ainsi de plus d'espace pour le carburant, ce qui augmentait également leur endurance.
Ils avaient une longueur totale de 93,2 mètres, une largeur de 9,2 mètres et un tirant d'eau moyen de 3 mètres. Ils déplaçaient 1 090 tonnes  à charge normale et 1 700 tonnes à pleine charge. Leur effectif était de 12 officiers et 167 sous-officiers et marins.
Les Turbine étaient propulsées par deux turbines à vapeur à engrenage Parsons, chacune entraînant un arbre d'hélice à l'aide de la vapeur fournie par trois chaudières Thornycroft. La puissance nominale des turbines était de 40 000 chevaux (30 000 kW) pour une vitesse de 33 nœuds (61 km/h) en service , bien que les navires aient atteint des vitesses supérieures à 36 nœuds (67 km/h) pendant leurs essais en mer alors qu'ils étaient légèrement chargés. Ils transportaient 274 tonnes de fuel, ce qui leur donnait une autonomie de 3 200 milles nautiques (5 900 km) à une vitesse de 14 nœuds (26 km/h).
Leur batterie principale était composée de quatre canons de 120 millimètres dans deux tourelles jumelées, une à l'avant et une à l'arrière de la superstructure. La défense antiaérienne des navires de la classe Turbine était assurée par une paire de canons AA de 40 millimètres "pom-pom" dans des supports simples au milieu du navire et un support jumelé pour des mitrailleuses Breda Model 1931 de 13,2 millimètres. Ils étaient équipés de six tubes lance-torpilles de 533 millimètres dans deux supports triples au milieu du navire. Les Turbine pouvaient transporter 52 mines.

## Construction et mise en service
Le Euro est construit par le chantier naval Cantieri Navali del Tirreno Riuniti à Riva Trigoso - Sestri Ponente en Italie, et mis sur cale le 24 janvier 1925. Il est lancé le 7 juillet 1927 et est achevé et mis en service le 22 décembre 1927. Il est commissionné le même jour dans la Regia Marina.

## Histoire du service

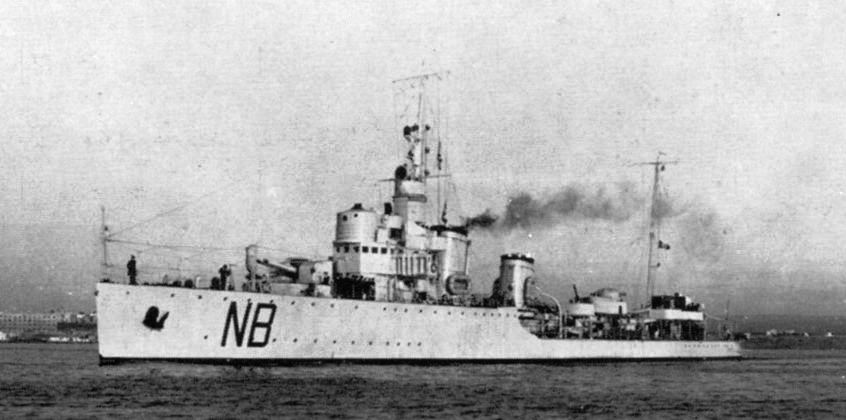
Le Nembo, autre destroyer italien de classe Turbine, navire-jumeau du Euro.

En 1932, le Euro est parmi les premières unités de la Regia Marina à recevoir une centrale de tir de type "Galileo-Bergamini", conçue par, à l'époque, le capitaine de vaisseau (capitano di vascello) , Carlo Bergamini.
De 1935 à 1937, il est en réserve.
Le Euro participe à la guerre civile espagnole pour contrer les approvisionnements destinés aux troupes républicaines espagnoles.
En 1938, il est déployé en Libye et en particulier en Cyrénaïque.
Lorsque l'Italie entre dans la Seconde Guerre mondiale, il appartient, avec ses navires-jumeaux (sister ships) Turbine, Nembo et Aquilone, au 1er escadron de destroyers basé à Tobrouk.
Le 5 juillet 1940, il est amarré dans le port de Tobrouch lorsque, à partir de 20.h20, cette base est attaquée par des bombardiers-torpilleurs britanniques. Une torpille touche le Euro, qui perd sa proue et doit s'immobiliser dans des eaux peu profondes (dans la même attaque, son navire-jumeau Zeffiro est également coulé),. Récupéré et sommairement réparé, il est remorqué à Palerme en octobre 1940, de là remorqué à Tarente et ensuite soumis à des réparations majeures, ne retrouvant son efficacité qu'en mars 1941,.
Le 1er avril 1941, il navigue de Naples à Tripoli, escortant - avec les destroyers Baleno et Tarigo et les torpilleurs Polluce et Partenope - un convoi de transports de troupes Esperia, Conte Rosso, Marco Polo et Victoria. Les navires atteignent leur destination le jour suivant.
Le 30 avril, il fait partie, avec le destroyer Gioberti et les torpilleurs Castore, Procione et Orione, de l'escorte d'un convoi formé par les transports Birmania, Marburg, Reichenfels, Rialto et Kybfels naviguant d'Augusta et de Messine vers la Libye chargé de fournitures pour l'Afrika Korps. Bien qu'attaqué par des avions et des sous-marins le 1er mai, le convoi n'est pas endommagé,.
Du 5 au 7 mai, avec le destroyer Fulmine et les torpilleurs Procione, Cigno, Orsa, Centauro et Perseo, il escorte un convoi composé des vapeurs Marburg, Kybfels, Rialto, Reichenfels et Marco Polo sur la route de Tripoli.
Le 16 mai, il appareille de Naples pour escorter, avec les destroyers Turbine, Folgore, Fulmine et Strale, un convoi composé des vapeurs Preussen, Sparta, Capo Orso, Motia et Castelverde et du pétrolier Panuco (auquel s'ajoute ensuite le pétrolier Superga). Les navires atteignent leur destination le 21, malgré une collision entre le Preussen et le Panuco et une attaque infructueuse du sous-marin britannique HMS Urge (N17) sur le Capo Orso et le Superga.
Le 21 juillet, il fait partie de l'escorte (avec le Folgore, le Fulmine et le Saetta) d'un convoi des vapeurs Maddalena Odero, Nicolò Odero, Caffaro et Preussen en route vers Naples-Tripoli, qui sont ensuite rejoints par le pétrolier Brarena, le destroyer Fuciliere et le torpilleur Pallade. Les bombardiers-torpilleurs Fairey Swordfish du 830e escadron britannique (830° Squadron) attaquent les navires le lendemain au large de Pantelleria, coulant le Preussen et le Brarena,.
Le 17 août, avec les destroyers Freccia et Dardo et les torpilleurs Procione, Pegaso et Sirtori, il fait partie de l'escorte d'un convoi composé des transports Maddalena Odero, Nicolò Odero, Caffaro, Giulia, Marin Sanudo et Minatitlan. Le sous-marin néerlandais HNLMS O 23 torpille le Maddalena Odero qui est ensuite achevé par des avions le 18, alors qu'il retourne à Lampedusa sous l'escorte des torpilleurs Pegaso et Sirtori, tandis que les autres unités arrivent à Tripoli le 19,.
Les 26-29 août, il fait partie - avec le destroyer Oriani et les torpilleurs Procione, Orsa et Clio - de l'escorte d'un convoi formé par les vapeurs Ernesto et Aquitania, le navire à moteur Col di Lana et le pétrolier Pozarica, naviguant de Naples à Tripoli. Le 27, le convoi est attaqué deux fois par le sous-marin britannique HMS Urge (N17), qui manque le Pozarica mais endommage le Aquitania (qui doit retourner à Trapani assisté du Orsa), puis échappe à la réaction du Clio. Les autres navires arrivent à destination le 29.
Le 2 octobre, il appareille de Naples pour escorter - avec les destroyers Gioberti, Antonio da Noli et Antoniotto Usodimare, auxquels s'ajoutent les torpilleurs Partenope et Calliope - un convoi formé par les transports Vettor Pisani, Fabio Filzi, Rialto et Sebastiano Venier. Le 5 octobre, le Rialto, est coulé par des bombardiers-torpilleurs britanniques du 830e escadron (830° Squadron) à la position géographique de 33° 30′ N, 15° 53′ E (le sauvetage des 145 hommes à bord du navire est assuré par Gioberti).
Au matin du 8 novembre 1941, le Euro (sous le commandement du capitaine de corvette (capitano di corvetta) Giuseppe Cigala Fulgosi) appareille de Naples pour rejoindre l'escorte du convoi "Duisburg". Ce convoi, formé par les transports Duisburg, San Marco, Sagitta, Maria, Rina Corrado, Conte di Misurata et Minatitlan (avec à son bord 34 473 tonnes de fournitures, 389 véhicules, 243 hommes) se dirige vers Tripoli avec l'escorte des destroyers Maestrale, Grecale, Libeccio, Fulmine et Alfredo Oriani (auxquels s'ajoutent, comme escorte indirecte, également les croiseurs lourds Trento et Trieste et 4 destroyers)). Dans la nuit suivante, le convoi est attaqué et détruit par la Force K britannique (croiseurs légers HMS Aurora (12) et HMS Penelope (97) et destroyers HMS Lance (G87) et HMS Lively (G40)). Tous les navires marchands et le Fulmine sont coulés, tandis que le Grecale est sérieusement endommagé,. Au cours de la bataille, le Euro - qui se trouve à tribord du convoi - est parmi les premiers navires attaqués par les unités britanniques. À la différence du Fulmine et du Grecale (les deux unités les plus proches), tous deux mis hors de combat, il réussit à éviter la destruction et passe à la contre-attaque, s'approchant des navires ennemis et se préparant à lancer des torpilles. À ce moment-là, cependant, il reçoit l'ordre du chef de l'escorte, le capitaine de vaisseau (capitano di vascello) Bisciani du Maestrale, de ne pas attaquer et de retourner vers le convoi. Bisciani croit en effet que les navires qui sont sur le point d'être attaqués par le Euro sont le groupe Trento-Trieste, alors que l'attaque ennemie a une autre origine (après tout Cigala Fulgosi aussi avait été pris par ce doute),,. Alors qu'il se replie vers le convoi, le Euro est pris pour cible par des navires britanniques et touché par six obus et plusieurs éclats d'obus. Aucun des obus n'a cependant explosé, et le navire ne subit donc que des dommages légers,,,. L'unité tente ensuite sans succès de couvrir les navires marchands avec des écrans de fumée et de tirer quelques coups de feu,,,. Le lendemain matin, à 6h40, le Libeccio est torpillé par le sous-marin britannique HMS Upholder (P37). Le Euro tente de remorquer l'unité endommagée, et lorsque, après quatre heures, elle coule, il récupère l'équipage avec le Maestrale,,.
À la fin de 1941, il fait partie de l'escorte du convoi "Nicolò Odero" à destination de Tripoli.
Au cours de 1942, il subit des travaux de modernisation, avec l'embarquement de 7 mitrailleuses de 20/65 mm (en remplacement des 4 mitrailleuses de 13,2 mm et de 40 mm) et de deux lanceurs de grenades sous-marines.
Le 30 mai 1942, le Euro (toujours sous le commandement de Cigala Fulgosi), escortant le navire à moteur moderne Rosolino Pilo à destination de la Libye, rejoint le destroyer da Recco et le navire à moteur Gino Allegri, au départ de Brindisi. Le Allegri, qui a deux officiers inexpérimentés comme commandants militaires et civils et un appareil radio défectueux, a plusieurs difficultés à rester en formation et reçoit mal, ou pas, plusieurs ordres du chef d'escorte da Recco. Vers 4h25 du matin, le 31 mai, le Euro et le Allegri, à destination de Benghazi, se séparent du Pilo et du Da Recco, mais peu après, ils sont attaqués par des bombardiers Vickers Wellington appartenant au 221e escadron (221° Squadron) de la Royal Air Force. Touché malgré les tirs anti-aériens du Euro, le Allegri explose et coule à la position géographique de 32° 31′ N, 18° 36′ E,.
Par la suite, le destroyer est déployé dans la mer Égée, opérant dans la zone des Dardanelles.
Le 25 février 1943, le capitaine de frégate (capitano di fregata) Vittorio Meneghini prend le commandement de l'unité - qui est basée à Leros.
À la proclamation de l'armistice du 8 septembre 1943 (Armistice de Cassibile), le Euro est en mer. Par ordre du commandement de Leros, il revient dans l'île. Il participe à la bataille de Leros.
Le 9 septembre, il est envoyé à Rhodes pour transporter des renforts vers cette île. Il doit ensuite retourner à Leros pour éviter d'être bloqué par la chute de Rhodes (qui a lieu le 11 septembre).
Le 26 septembre, Leros subit deux attaques, la première à 9h50 et la seconde à 15h30 par des bombardiers allemands Junkers Ju 87 "Stuka". Les destroyers Vasilissa Olga (grec) et HMS Intrepid (D10) (britannique) ainsi que la vedette-torpilleur (Motoscafo Armato Silurante ou MAS) MAS 534 sont coulés, tandis que les vapeurs Prode et Tananrog sont sérieusement endommagés. Le Euro largue ses amarres et réussit à éviter d'être touché, ouvrant le feu avec ses mitrailleuses et réussissant à abattre un Stuka et à en endommager un second,.
Le 1er octobre, le navire est endommagé par quelques bombes tombées près de la coque lors d'une autre attaque aérienne. Le 3 octobre, à nouveau touché dans la rade de Parthéni, le Euro coule (d'autres sources rapportent que le naufrage a lieu le 30 septembre ou le 1er octobre),,.
Les membres d'équipage survivants, menés par le commandant Meneghini, continuent à se battre sur l'île avec des armes récupérées dans l'épave du destroyer. Les membres de l'équipage du Euro sont parmi les dernières unités à cesser la résistance, après la reddition de Leros. Lorsque, le 17 novembre 1943, ils se rendent aux unités allemandes, le commandant Meneghini est abattu. Sa mémoire a été récompensée par la médaille d'or de la valeur militaire.

## Sources
- (it) Cet article est partiellement ou en totalité issu de l’article de Wikipédia en italien intitulé « Euro (cacciatorpediniere 1927) » (voir la liste des auteurs).